# Arquidiócesis de Bríndisi-Ostuni
La arquidiócesis de Bríndisi-Ostuni (en latín: Archidioecesis Brundusina-Ostunensis y en italiano: Arcidiocesi di Brindisi-Ostuni) es una circunscripción eclesiástica de la Iglesia católica en Italia. Se trata de una arquidiócesis latina, sufragánea de la arquidiócesis de Lecce. Desde el 9 de diciembre de 2022 su arzobispo es Giovanni Intini.

## Territorio y organización

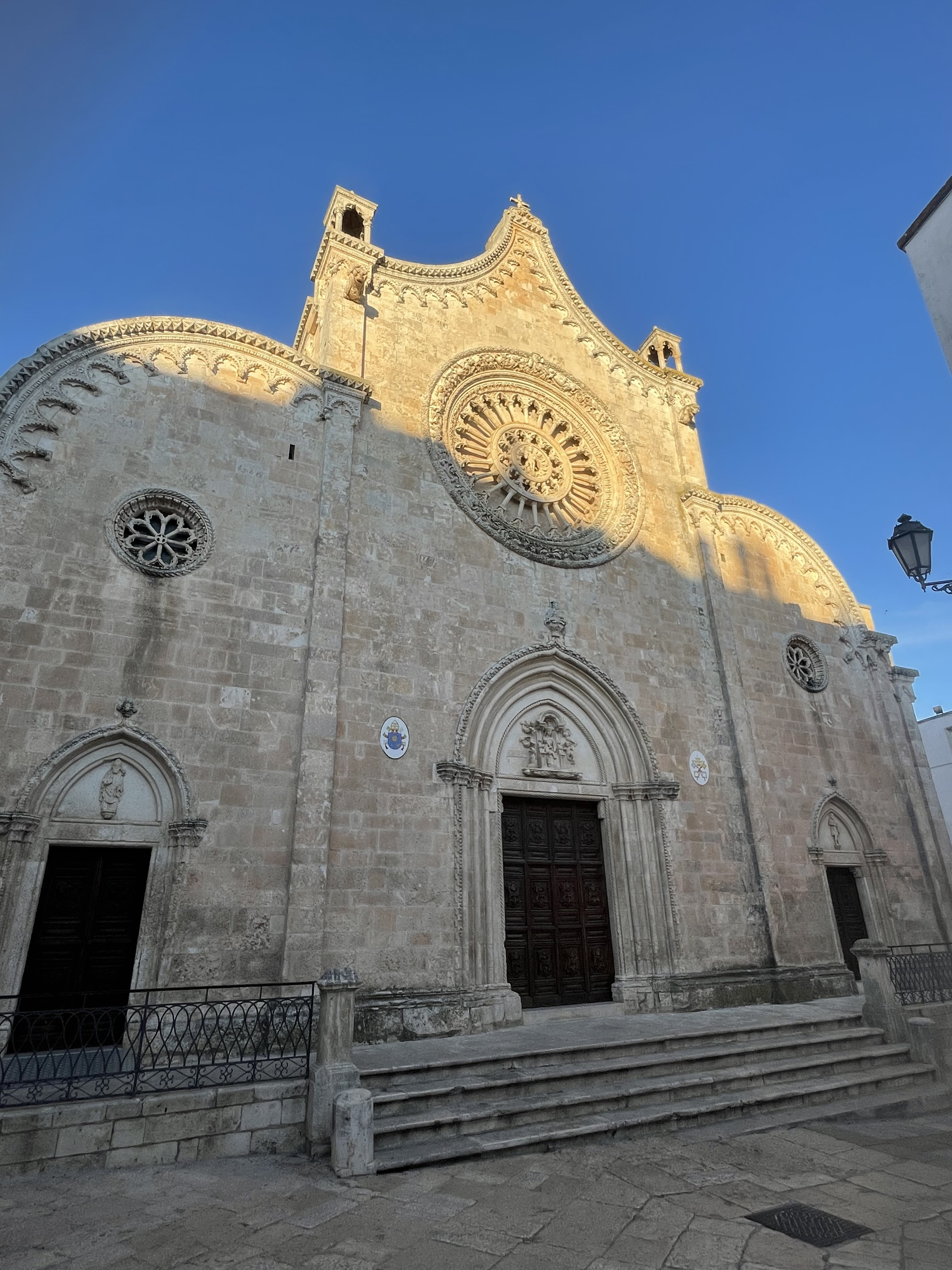
Concatedral basílica de Santa María Asunta, en Ostuni

La arquidiócesis tiene 1254 km² y extiende su jurisdicción sobre los fieles católicos de rito latino residentes en parte de la región de Apulia, comprendiendo: 
- en la ciudad metropolitana de Bari la comuna de Locorotondo (es un exclave de la arquidiócesis);
- en la provincia de Bríndisi las comunas de: Bríndisi, Carovigno, Cellino San Marco, Mesagne, Ostuni, San Donaci, San Michele Salentino, San Pancrazio Salentino y San Vito dei Normanni;
- en la provincia de Lecce las comunas de: Guagnano, Leverano, Salice Salentino y Veglie.

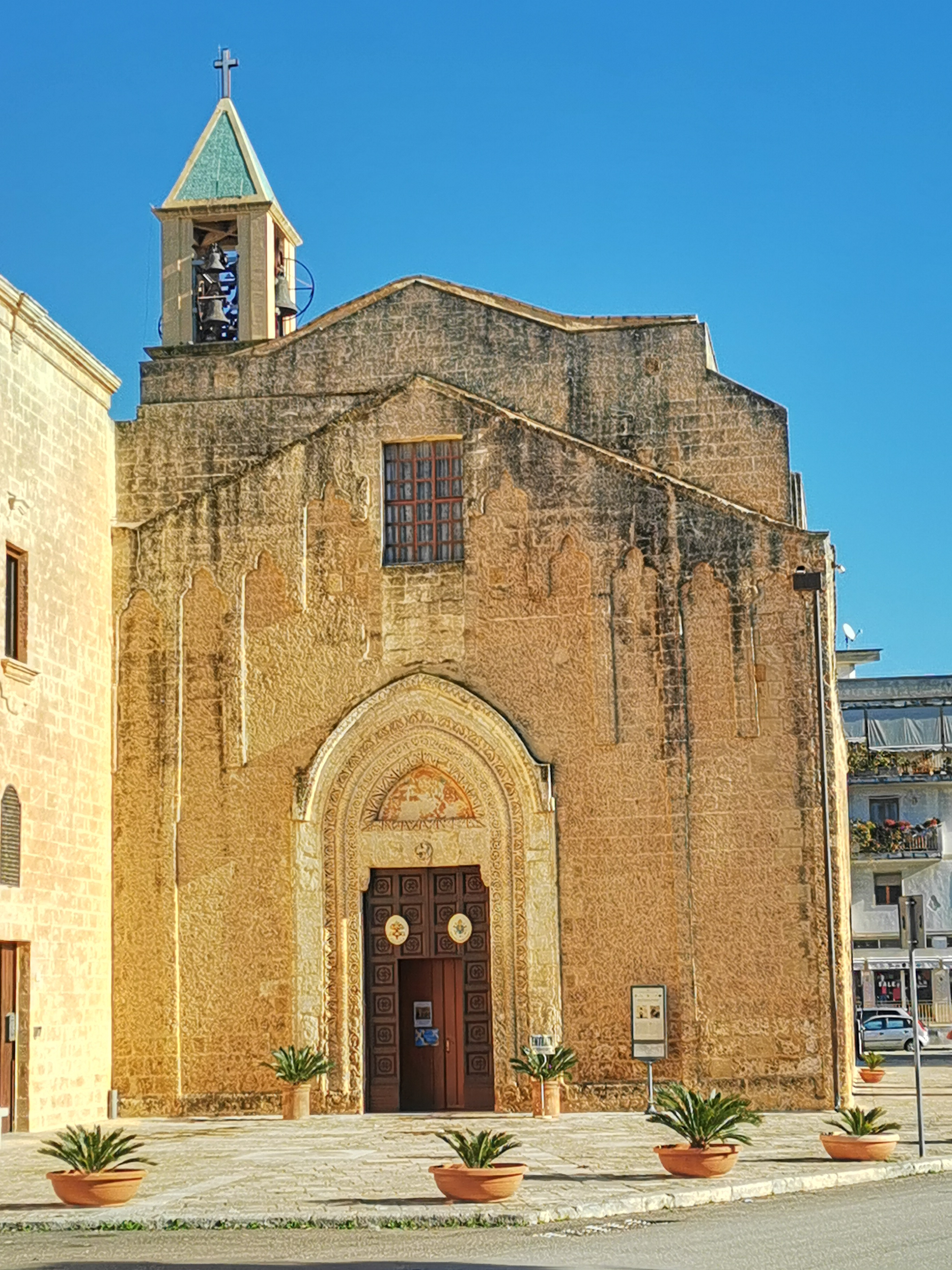
Basílica de la Virgen Santísima del Carmen, en Mesagne

La sede de la arquidiócesis se encuentra en la ciudad de Bríndisi, en donde se halla la Catedral basílica de la Visitación y San Juan Bautista. En Ostuni se halla la Concatedral basílica de Santa María Asunta. Existen además otras dos basílicas menores: en Mesagne la de la Virgen Santísima del Carmen, y en San Vito dei Normanni la de Santa María de la Victoria.

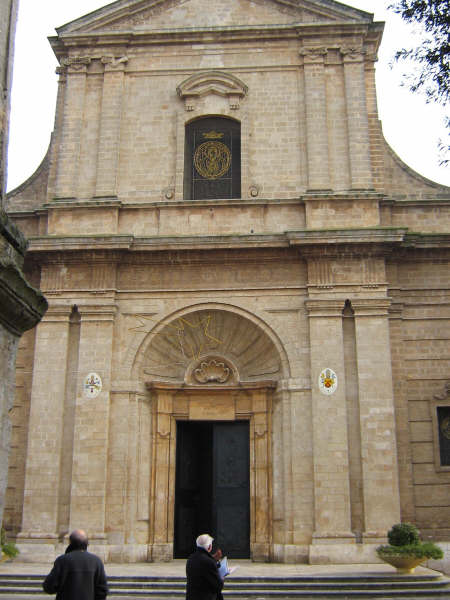
Basílica de Santa María de la Victoria, en San Vito dei Normanni

Los santuarios existentes en el territorio de la arquidiócesis son:
- Santa Maria degli Angeli, en Bríndisi;
- Santa Maria Madre della Chiesa, en Bríndisi;
- María Santísima de Belvedere, en Carovigno;
- Madonna della Grata, en Ostuni;
- Sant'Oronzo, en Ostuni;
- San Biagio, en Ostuni;
- Sant'Antonio alla Macchia, en San Pancrazio Salentino.

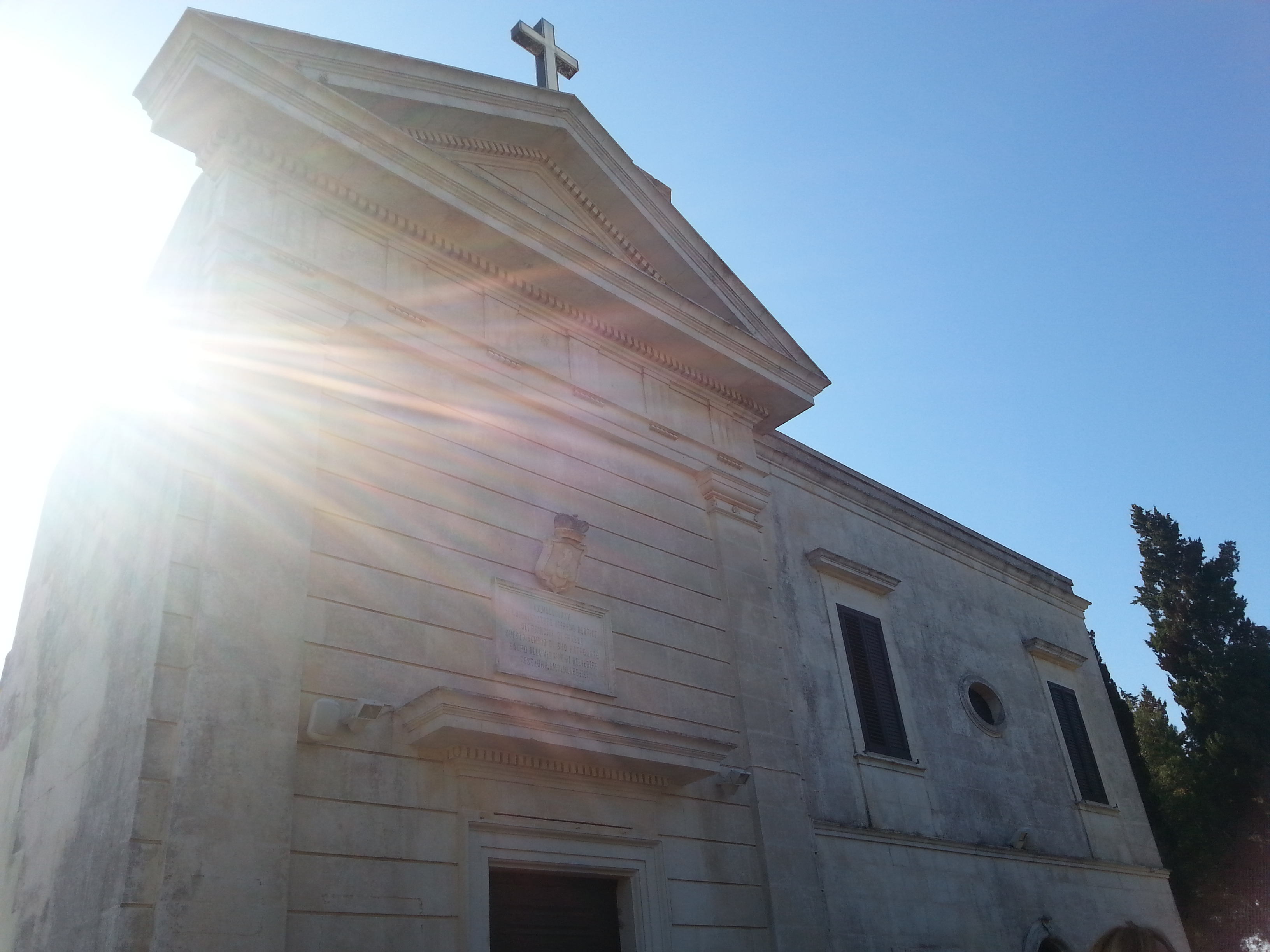
Santuario de María Santísima de Belvedere, en Carovigno

En 2022 en la arquidiócesis existían 58 parroquias agrupadas en 6 vicarías, 4 foráneas y 2 urbanas.
- vicaría San Lorenzo da Brindisi: comprende 17 parroquias en la ciudad de Bríndisi;
- vicaría San Biagio: comprende las 9 parroquias de Ostuni;
- vicaría Madonna del Carmine: comprende las 7 parroquias de Mesagne;
- vicaría San Rocco: comprende las 3 parroquias de Locorotondo;
- vicaría San Vito Martire: comprende 9 parroquias en las comunas de Carovigno, San Michele Salentino y San Vito dei Normanni;
- vicaría Santa Maria Assunta: comprende 14 parroquias en las comunas de Cellino San Marco, Guagnano, Leverano, Salice Salentino, San Donaci, San Pancrazio Salentino y Veglie.[nota 1]

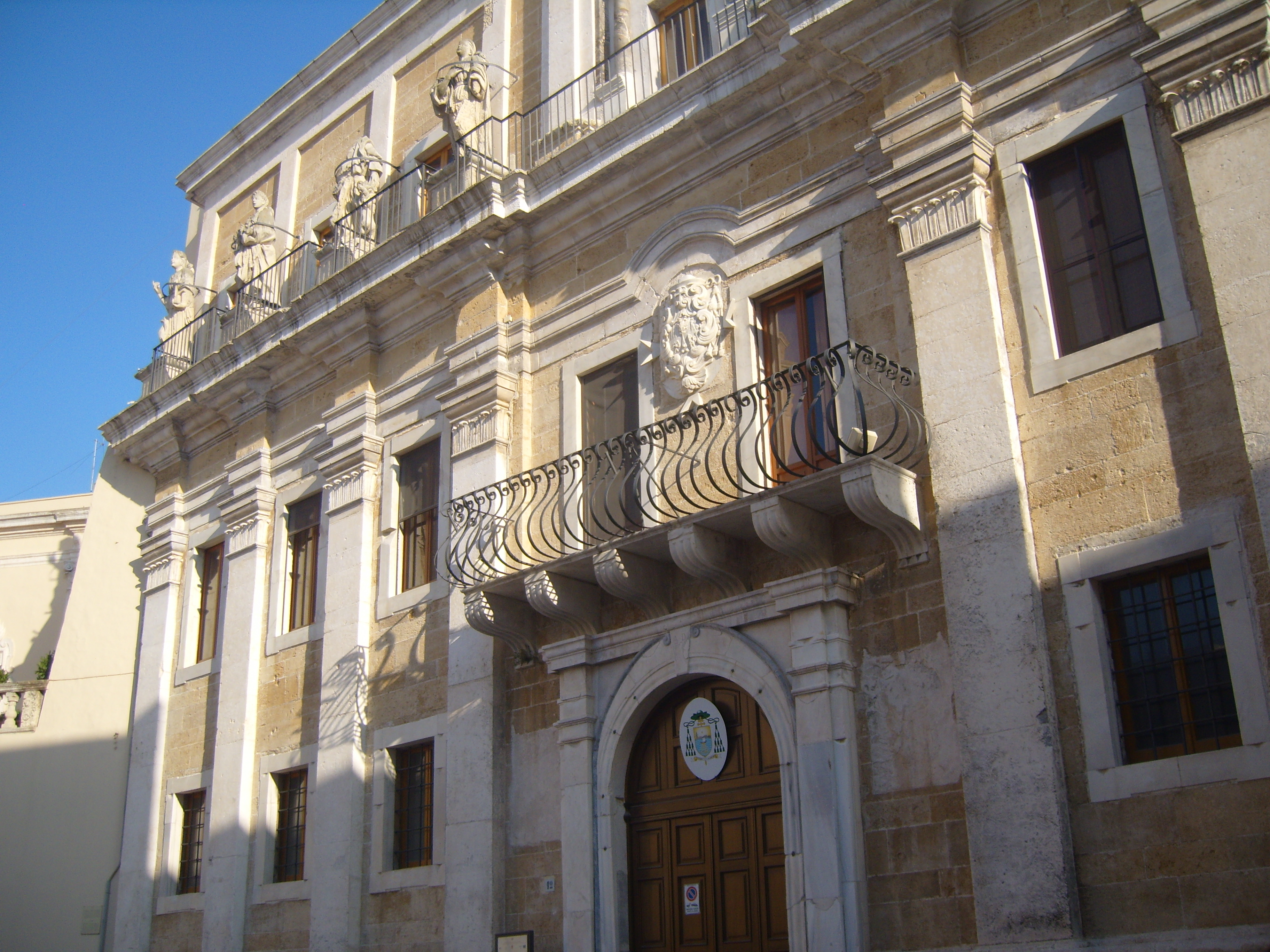
Palacio arzobispal de Bríndisi, sede del museo diocesano Giovanni Tarantini y de la biblioteca arzobispal Annibale de Leo

## Historia

### Ostuni
La tradición historiográfica local, retomada por Cappelletti y Gams, ha atribuido a Ostuni un obispo, Melazio, mencionado en una carta de Gregorio Magno de 596. Sin embargo, como demuestra Lanzoni, ningún obispo de este nombre aparece en el epistolario gregoriano en el año indicado, mientras que en 601 aparece un Melantius Rotumus, que era obispo de Ruan. En el epistolario del papa Gelasio I se menciona una parroquia llamada Stoniensium, «pero parece que debería leerse Histoniensium, es decir Histonium (Vasto), no Hostunensium».
Ostuni aparece por primera vez en documentos eclesiásticos a finales del siglo X. En un diploma de 996, Gregorio de Bríndisi se identifica como episcopus Ecclesie Brundisine et Monopolitane seu Stunense civitatis, es decir, obispo de Bríndisi y Monopoli o de la ciudad de Ostuni. Según Guerrieri, «en las ciudades de Monopoli y Ostuni, ciudades nuevas en aquellos tiempos, aún no se habían erigido las sedes episcopales; pero a finales del siglo X formaban parte de la diócesis de Bríndisi, de hecho eran los lugares más notables de la misma». Los autores locales, en cambio, creen que en aquella época Ostuni ya era una sede episcopal, erigida por los bizantinos, temporalmente vacante y administrada por los obispos de Bríndisi.
La diócesis está documentada con certeza desde aproximadamente mediados del siglo XI. El obispo Deodatus es mencionado en una carta del arzobispo Eustasio de Bríndisi de circa 1059. Se trata probablemente del mismo obispo Datto que participó en la consagración de la basílica abacial de Casino en 1071. La diócesis está atestiguada como sufragánea de la arquidiócesis de Bríndisi.
Había numerosas comunidades religiosas presentes en la zona. Son muy conocidos los monasterios benedictinos casinenses de Santo Stefano (1122), San Biagio (1148) y Santissimo Salvatore (1206). En 1226 los Caballeros Teutónicos llegaron para atender a los enfermos, cerca de la iglesia de Santa Sabina; y en 1219 los franciscanos obtuvieron el antiguo convento casinense de Santo Stefano. En 1450 se construyó extramuros el convento de los carmelitas, en 1585 el de los capuchinos y en 1591 el de los dominicos, que fue vendido a los mínimos en 1620.
Entre los obispos de Ostuni se pueden recordar: Bartolomeo Mezzavacca (1374-1378), trasladado a la diócesis de Rieti y luego creado cardenal; Nicola de Arpono (1437-1470), quien promovió la construcción de la catedral; Giovanni Carlo Bovio (1557-1564), quien convocó una visita pastoral a su diócesis que duró dos años y luego tuvo un papel destacado en el Concilio de Trento; Giulio Cesare Carafa (1578-1603), quien convocó un sínodo diocesano en 1588 para implementar las reformas tridentinas; Benedetto Milazzi (1679-1706), que erigió el seminario y estableció una pinacoteca para los obispos de Ostuni en el palacio episcopal (1698).
A finales del siglo XVIII Ostuni se vio afectada por las tensiones entre la Santa Sede y el Reino de Nápoles, que terminaron con un acuerdo en 1791 por el cual el obispo de Ostuni pasó a ser nombrado real. Sin embargo, la sede de Ostuni estaba vacante desde 1794 y el 27 de junio de 1818 fue suprimida mediante la bula De utiliori del papa Pío VII y su territorio fue unido al de la arquidiócesis de Bríndisi. Sin embargo, el 14 de mayo de 1821 fue restaurado por el mismo papa mediante la bula Si qua prae y concedido en administración perpetua a los arzobispos de Bríndisi. La diócesis comprendía las comunas de Ostuni, Carovigno, San Vito dei Normanni, San Michele Salentino y Locorotondo.

### Bríndisi

#### Primer milenio
Bríndisi, primera escala de los barcos procedentes de Oriente, recibió probablemente el cristianismo a principios de la era cristiana. Según la tradición, el primer obispo fue san Leucio, recordado en el martirologio jeronimiano, cuyas fuentes hagiográficas son sin embargo inconsistentes con muchos elementos anacrónicos, que hacen difícil situar al santo en un período histórico bien definido. Tradicionalmente, la sede de Bríndisi ha sido atribuida a Marco, metropolitano que participó en el Concilio de Nicea I en el año 325 y que firmó los documentos como metropolitano Calabriensis, es decir, de Salento.
El primer obispo históricamente confirmado de Bríndisi es Giuliano, mencionado en una carta del papa Gelasio I (492-496), quien anuncia al clero y al pueblo de la ciudad la llegada del nuevo obispo, consagrado en Roma por el papa, y al mismo tiempo imparte disposiciones disciplinarias y eclesiásticas. En tiempos de Gregorio Magno (590-604) la sede de Bríndisi estaba vacante y fue confiada para su administración, al menos desde 595 a 601, a Pietro, obispo de Otranto. En una de las cartas enviadas a Pietro se habla de san Leucio y de sus reliquias, signo de que en aquella época el culto al santo estaba ya muy difundido y arraigado en la zona de Bríndisi.
En las vidas de san Leucio y san Pelino se mencionan numerosos obispos citados en las cronologías tradicionales. El primero se refiere a los supuestos obispos Leone, Sabino, Eusebio y Dionisio, mientras que los obispos Proculo y Ciprio se refieren a Pelino. No se sabe si estos obispos realmente existieron, ya que están documentados sólo en las vidas de los dos santos. Ciertamente, la sede vacante en Bríndisi parece estar documentada todavía en el siglo VII. De hecho, en los concilios romanos de 649 y 680, donde estaban presentes varios obispos de Apulia y de Salento, nunca está documentado el obispo de Bríndisi. En la segunda mitad del siglo XIX se descubrió un sarcófago con la inscripción funeraria del obispo Prezioso, fallecido el 18 de agosto de un año desconocido entre los siglos VI y VII.
En 674 la ciudad fue destruida por los lombardos, que hicieron de Oria su fortaleza. En este contexto, los obispos de Bríndisi trasladaron su sede a la nueva ciudad. El primer obispo de Bríndisi en Oria fue Magelpoto, nombre de origen lombardo, cuya inscripción dedicatoria, que se remonta al siglo VIII, fue encontrada en 1942. Entre los obispos de este período el más conocido es Teodosio (o Teodoro), cuyo episcopado duró unos treinta años, desde 865 hasta 895. «A la muerte de Paolo fue elegido obispo: luego supervisó la construcción de la catedral de la Asunción, de la capilla de San Barsanofio, cuyo cuerpo llegaría en 873, celebró un sínodo diocesano en 880-881, obtuvo una reliquia de san Leucio en 881, intentó la reconstrucción de Bríndisi. En 886, el papa Esteban IV (885-91) le encargó nuevamente una misión en Bizancio, obteniendo entonces los cuerpos de los santos Crisanto y Daría. Regresó a Italia en 887 y murió, a los ochenta y un años, en 895.» Teodosio es responsable de la reconstrucción de la basílica de San Leucio en Bríndisi (destruida en 1720).
Desde finales del siglo IX los territorios de Oria y Bríndisi fueron ocupados por los bizantinos. La diócesis permaneció sustancialmente de rito latino durante al menos un siglo, y es de suponer que sólo en la época de Nicéforo Focas la Iglesia de Bríndisi y Oria fue helenizada en sus ritos. En el año 979 el obispo Andrea fue asesinado por el protospatharios imperial Porfirio. Esto quizás determinó la remoción de los obispos de Oria, porque el sucesor, Gregorio, en sus actos se nombró a sí mismo episcopus Ecclesie Brundisine et Monopolitane seu Stunense civitatis, es decir, obispo de Bríndisi y Monopoli o de la ciudad de Ostuni.
Fue en la época bizantina cuando la sede fue elevada al rango de arquidiócesis metropolitana. El primer arzobispo documentado es el sucesor de Gregorio, Giovanni. En un diploma de 1033, año treinta y siete de su episcopado, Giovanni confirmó a Leone como obispo de Monopoli: «El documento prueba la facultad concedida a Giovanni para elegir obispos sufragáneos. El ejercicio metropolitano probado puede considerarse un signo seguro del documento oficial, lamentablemente desaparecido, con el que la sede de Bríndisi y Oria había sido elevada a arzobispado metropolitano.» Además de Monopoli, es probable que en esta época la diócesis de Ostuni también formara parte de la provincia eclesiástica de Bríndisi, cuyo primer obispo está documentado en 1059.

#### Segundo milenio
A partir de la segunda mitad del siglo XI el territorio fue conquistado por los normandos, quienes procedieron a reconstruir la ciudad de Bríndisi y obtuvieron del papa el traslado de la sede episcopal de Oria a su sede original. Godino fue el primer arzobispo que trasladó su sede a Bríndisi por orden del papa Urbano II mediante la bula del 3 de abril de 1089. La basílica de San Leucio se convirtió en la catedral temporal de la arquidiócesis, pero ya en 1089 el mismo pontífice Urbano II estuvo presente en Bríndisi para consagrar el perímetro y colocar la primera piedra de la nueva catedral que sería terminada en 1143. El mismo papa suprimió la sede de Monopoli de la metrópolis de Bríndisi, que pasó a estar inmediatamente sujeta a la Santa Sede (1091).
Con el regreso de los arzobispos a Bríndisi, los habitantes y la ciudad de Oria no aceptaron estos cambios y comenzó una disputa sobre la sede episcopal y sobre cuál de los dos tenía la preeminencia, disputa que se prolongó hasta finales del siglo XVI. Los papas intervinieron en varias ocasiones para reiterar que Oria no era una diócesis autónoma anexa a la de Bríndisi, sino un territorio directamente dependiente de los arzobispos de Bríndisi. Por su parte, los arzobispos se mostraron reacios a regresar a Bríndisi y en varias ocasiones los pontífices tuvieron que llamarlos a la orden de Urbano II en 1089. A partir del siglo XIII parece que la cuestión, al menos temporalmente, se resolvió con la asunción por parte de los arzobispos del doble título, ya en uso en los siglos anteriores.
La cuestión se reanudó con el nombramiento de Francesco Aleandro como arzobispo en 1541, a quien el clero y la universidad de Oria le impidieron entrar y realizar una visita pastoral a la ciudad. El arzobispo apeló a la Santa Sede y el papa Paulo III, mediante bula fechada el 20 de mayo de 1545, reafirmó las antiguas disposiciones de sus predecesores. La polémica continuó con los sucesores de Aleandro, en particular con Giovanni Carlo Bovio (1564-1570), quien inesperadamente apoyó las peticiones de Oria. En los últimos años de su episcopado vivió en esta ciudad, construyendo un suntuoso palacio episcopal. La controversia se resolvió definitivamente el 10 de mayo de 1591, cuando el papa Gregorio XIV decidió la separación de las dos sedes y el nacimiento de la diócesis de Oria, que al mismo tiempo se convirtió en sufragánea de la arquidiócesis de Tarento.
En este mismo período nació en Bríndisi Lorenzo Russo (1559-1619), miembro de los Frailes Menores Conventuales, canonizado por el papa León XIII en 1881 y declarado doctor de la Iglesia por el papa Juan XXIII en 1959. «Este santo, más conocido como Lorenzo da Bríndisi, destacó no sólo por sus dotes doctrinales y diplomáticas, que puso al servicio de la corte española, sino también por su profunda espiritualidad eucarística y mariana, a menudo acompañada de revelaciones místicas. Promovió la construcción de un convento de Clarisas en Bríndisi dedicado a Santa María de los Ángeles.»
A partir de la segunda mitad del siglo XVI los arzobispos se comprometieron a aplicar las decisiones del Concilio de Trento. Giovanni Carlo Bovio convocó una primera visita pastoral a la diócesis. Su sucesor Bernardino Figueroa (1571-1586) se preocupó de disciplinar la vida de los clérigos y religiosos; Juan Pedrosa (1598-1604) celebró un primer sínodo diocesano en 1601. Su sucesor Giovanni Falces, en sus treinta años de episcopado (1605-1636) celebró nueve sínodos, el primero de los cuales en 1608, después de una visita pastoral a la arquidiócesis. Al mismo arzobispo se debe la fundación de algunas casas de empeño y del seminario arzobispal en 1608. En 1720 Pablo Vilana Perlas hizo construir un nuevo seminario, terminado por Antonino Sersale en 1744.
Entre los siglos XVIII y XIX la arquidiócesis fue dirigida por Annibale de Leo (1798-1814), quien «supo conciliar la ciencia con la piedad, dando vida no sólo a la más completa colección de diplomas y fuentes históricas de la diócesis de Bríndisi, sino también a todas aquellas obras de caridad encaminadas a sostener a las clases más pobres de su diócesis, en particular a las mujeres descarriadas y a los huérfanos».
Con la bula De utiliori del 27 de junio de 1818, el papa Pío VII suprimió la diócesis de Ostuni, uniendo su territorio al de Bríndisi, que perdió así su única sede sufragánea. Sin embargo, la diócesis de Ostuni fue restablecida el 14 de mayo de 1821 y concedida en administración perpetua a los arzobispos de Bríndisi.

### Bríndisi-Ostuni
El 20 de octubre de 1980, mediante la bula Conferentia Episcopalis Apuliae del papa Juan Pablo II, la arquidiócesis de Bríndisi, aun manteniendo la dignidad arzobispal, perdió el rango de metropolitana y, junto con la diócesis de Ostuni, pasó a ser sufragánea de la arquidiócesis de Lecce.
El 30 de septiembre de 1986, mediante el decreto Instantibus votis de la Congregación para los Obispos, la arquidiócesis de Bríndisi y la diócesis de Ostuni se unieron con la fórmula plena unione y el nuevo distrito eclesiástico asumió el nombre actual.
La arquidiócesis acogió la visita pastoral del papa Benedicto XVI los días 14 y 15 de junio de 2008.

## Estadísticas
Según el Anuario Pontificio 2023 la arquidiócesis tenía a fines de 2022 un total de 259 400 fieles bautizados.
| Año                                                                             | Población            | Población | Población      | Sacerdotes | Sacerdotes    | Sacerdotes    | Bautizados por sacerdote | Diáconos permanentes | Religiosos | Religiosos | Parroquias |
| Año                                                                             | Bautizados católicos | Total     | % de católicos | Total      | Clero secular | Clero regular | Bautizados por sacerdote | Diáconos permanentes | Varones    | Mujeres    | Parroquias |
| ------------------------------------------------------------------------------- | -------------------- | --------- | -------------- | ---------- | ------------- | ------------- | ------------------------ | -------------------- | ---------- | ---------- | ---------- |
| 1948                                                                            | 187 000              | 188 000   | 99.5           | 146        | 120           | 26            | 1280                     |                      | 34         | 175        | 33         |
| 1959                                                                            | 226 065              | 226 065   | 100.0          | 147        | 112           | 35            | 1537                     |                      | 40         | 284        | 37         |
| 1970                                                                            | 331 466              | 332 016   | 99.8           | 171        | 135           | 36            | 1938                     |                      | 44         | 407        | 48         |
| 1980                                                                            | 269 790              | 270 943   | 99.6           | 165        | 132           | 33            | 1635                     |                      | 37         | 364        | 57         |
| 1990                                                                            | 274 584              | 276 184   | 99.4           | 159        | 128           | 31            | 1726                     | 3                    | 35         | 278        | 60         |
| 1999                                                                            | 280 000              | 281 149   | 99.6           | 152        | 120           | 32            | 1184                     | 8                    | 38         | 228        | 61         |
| 2000                                                                            | 277 841              | 279 841   | 99.3           | 158        | 121           | 37            | 1442                     | 9                    | 38         | 211        | 61         |
| 2001                                                                            | 283 836              | 285 836   | 99.3           | 164        | 125           | 39            | 1730                     | 10                   | 45         | 145        | 61         |
| 2002                                                                            | 290 000              | 293 849   | 98.7           | 163        | 120           | 43            | 1779                     | 10                   | 47         | 200        | 62         |
| 2003                                                                            | 274 000              | 276 727   | 99.0           | 154        | 119           | 35            | 1779                     | 10                   | 45         | 200        | 61         |
| 2004                                                                            | 291 000              | 294 220   | 98.9           | 161        | 121           | 40            | 1807                     | 9                    | 44         | 200        | 59         |
| 2006                                                                            | 272 000              | 274 326   | 99.2           | 154        | 118           | 36            | 1766                     | 13                   | 43         | 230        | 59         |
| 2012                                                                            | 281 593              | 284 593   | 98.9           | 156        | 126           | 30            | 1805                     | 11                   | 36         | 180        | 60         |
| 2015                                                                            | 273 141              | 276 604   | 98.7           | 160        | 126           | 34            | 1707                     | 14                   | 39         | 184        | 60         |
| 2018                                                                            | 265 560              | 269 900   | 98.4           | 152        | 119           | 33            | 1747                     | 13                   | 66         | 141        | 59         |
| 2020                                                                            | 264 660              | 269 000   | 98.4           | 146        | 115           | 31            | 1812                     | 11                   | 44         | 156        | 60         |
| 2022                                                                            | 259 400              | 263 650   | 98.4           | 144        | 113           | 31            | 1801                     | 16                   | 38         | 141        | 58         |
| Fuente: Catholic-Hierarchy, que a su vez toma los datos del Anuario Pontificio. |                      |           |                |            |               |               |                          |                      |            |            |            |

## Episcopologio

### Sede de Ostuni
- Deodato † (mencionado en 1059 circa)[8]
- Datto † (mencionado en 1071)
- Mansoldo? † (mencionado en 1082)[nota 4]
- Antonio Gionata † (antes de 1099-después de 1101)[nota 5]
- Roberto I † (antes de 1120-después de 1137)
- Giovanni Mammuni † (circa 1140-después de 1160)
- Pietro † (antes de 1163-después de 1170)
- Maroldo † (antes de marzo de 1182-después de mayo 1185)[23]
- Ursileone † (antes de marzo de 1188-después de julio de 1208)[23][nota 6]
- Anónimo † (mencionado en 1215)[23]
- Rainaldo † (mencionado en 1217)[23]
- Taddeo † (antes de agosto de 1220-después de 1225)[23]
- Pietro di Sebastiano † (antes de 1236-después de agosto de 1267)[23][nota 7]
- Anónimo † (antes de 1269-después de abril de 1270)[23]
  - Sede vacante (1272-1274)[23]
- Roberto II † (antes de agosto de 1275-después de 1297)[23]
- Nicola † (antes de 1306-después de 1310)
- Filippo † (antes de 1320-1329 falleció)
- Egidio de Altrachia, O.P. † (19 de julio de 1329-1336 falleció)
- Francesco Cavalerio † (24 de marzo de 1337-1361 falleció)
- Pietro Calice, O.P. † (1 de abril de 1362-12 de julio de 1370 nombrado arzobispo de Ragusa)
- Ugo de Scuria, O.F.M. † (12 de julio de 1370-1374 falleció)
- Bartolomeo Mezzavacca † (16 de junio de 1374-después de abril de 1378 nombrado obispo de Rieti)
- Gabriele † (circa 1378-circa 1380 falleció)
  - Nicola de Severola, O.F.M. † (18 de junio de 1380-?) (antiobispo)
- Giovanni Piccolpasso † (circa 1380-junio de 1383 falleció)
- Giovanni de Andria † (circa 1383-1412 falleció)
- Antonio Paluci, O.F.M. † (13 de febrero de 1413-1423 falleció)
- Giovanni de Pede † (25 de octubre de 1423-25 de febrero de 1437 nombrado obispo de  Zacinto y Cefalonia)
- Nicola de Arpono † (25 de febrero de 1437-después del 4 de marzo[nota 8]de 1470 falleció)
- Bartolomeo Antonio de Salmen † (24 de septiembre de 1470-después del 15 de agosto de 1474 falleció)
- Francesco Spallucci † (29 de abril de 1478-1484 falleció)
- Carlo de Gualandi † (5 de julio de 1484-24 de marzo de 1498 falleció)
- Francesco de Rizzardis † (24 de enero de 1499-antes del 8 diciembre de 1504 falleció)
  - Sede vacante (1504-1509)[nota 9]
- Corrado Caracciolo † (5 diciembre de 1509-1516 falleció)
- Giovanni Antonio de Rogeriis † (11 de mayo 1517-1530 falleció)
- Pietro Bovio † (21 de octubre de 1530-antes del 7 de diciembre[nota 10]de 1557 falleció)
- Giovanni Carlo Bovio † (antes del 7 diciembre de 1557 por sucesión-21 de junio de 1564 nombrado arzobispo de Bríndisi y Oria)
- Vincenzo Cornelio † (25 de octubre de 1564-julio/septiembre[nota 11]de 1578 falleció)
- Giulio Cesare Carafa † (5 de noviembre de 1578-1603 falleció)
- Giovanni Domenico d'Ettore † (28 de enero de 1604-1605 falleció)
- Vincenzo Meligne † (17 de mayo 1606-13 de septiembre de 1639 falleció)
- Fabio Magnesio † (9 de enero de 1640-agosto de 1659 falleció)
- Carlo Personè † (26 de enero de 1660-22 de agosto de 1678 falleció)
- Benedetto Milazzi † (10 de abril de 1679-noviembre de 1706 falleció)
- Bisanzio Fili † (11 de abril de 1707-abril de 1720 falleció)
- Conone Luchini dal Verme † (16 diciembre de 1720-12 de abril de 1747 falleció)
- Francesco Antonio Scoppa † (15 de mayo 1747-25 de febrero de 1782 falleció)
  - Sede vacante (1782-1792)
- Giovan Battista Brancaccio † (27 de febrero de 1792-15 de octubre de 1794 falleció)
  - Sede vacante (1794-1818)
  - Sede suprimida (1818-1821)
  - Sede en administración perpetua de los arzobispos de Bríndisi (1821-1986)

### Sede de Bríndisi
Obispos de Bríndisi
- Marco? † (mencionado en 325)
- San Leucio † (siglo IV-siglo V)
- Leone? † (siglo V)
- Sabino? † (siglo V)
- Eusebio? † (siglo V)
- Dionisio? † (siglo V)[nota 12]

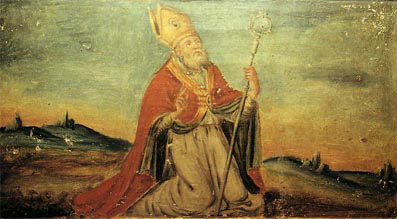
San Leucio, primer obispo de Bríndisi

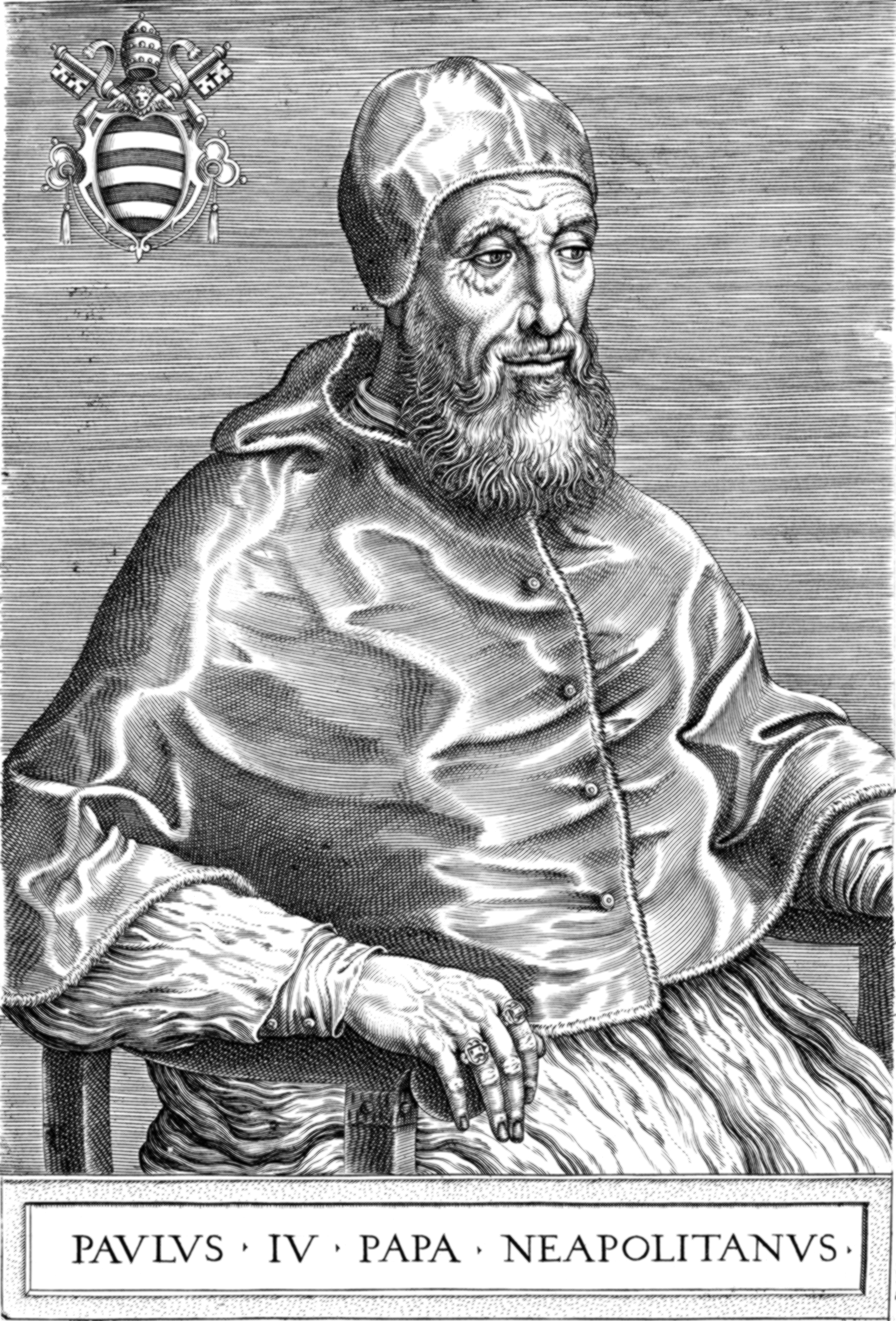
Papa Paulo IV, nacido Gian Pietro Carafa, arzobispo de Bríndisi y Oria (1518-1524)

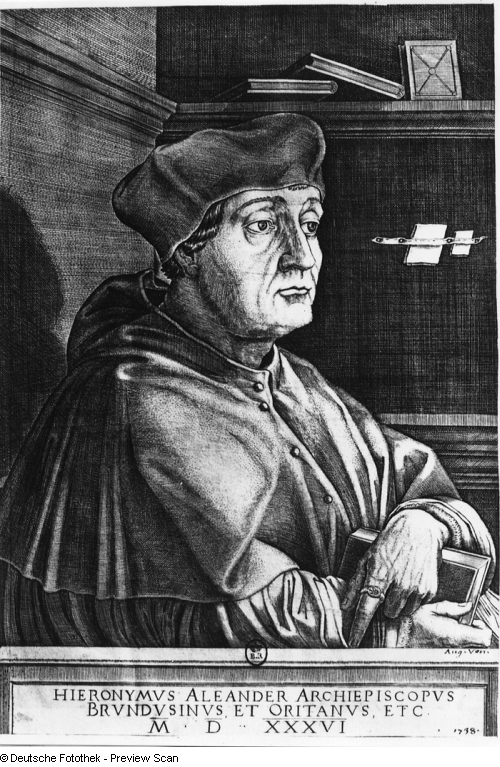
El arzobispo de Bríndisi y Oria Girolamo Aleandro (1524-1541)

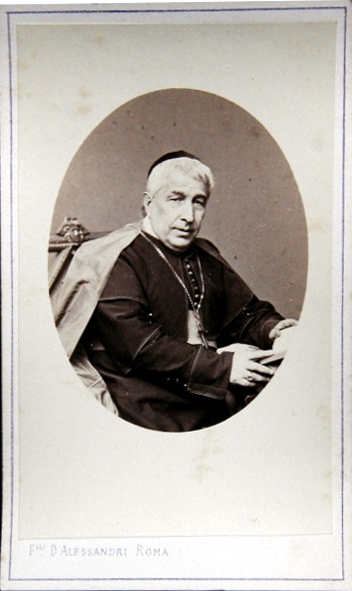
El arzobispo Raffaele Ferrigno, arzobispo de Bríndisi (1856-1875); foto f.lli D'Alessandri

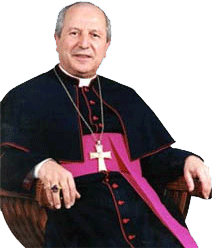
Rocco Talucci, arzobispo de Bríndisi-Ostuni (2000-2012)

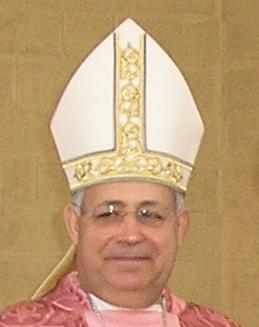
Domenico Caliandro, arzobispo de Bríndisi-Ostuni (2012-2022)

- Giuliano † (en la época del papa Gelasio I-492-496)[nota 13]
- Proculo † (siglo VII)
- San Pelino † (siglo VII)
- Ciprio † (siglo VII)[nota 14]
- Prezioso † (siglo VII)

Obispos y arzobispos de Bríndisi con sede en Oria
- Magelpoto † (primera mitad del siglo VIII)
- Paolo † (siglo IX)[nota 15]
- Teodosio † (circa 865-circa 895 falleció)
- Andrea † (antes de 977-979 falleció)[nota 16]
- Gregorio I † (circa 987-circa 996 falleció)
- Giovanni † (circa 996-después de 1033)
- Leonardo o Nardo † (documentado en 1043/1044)
- Eustasio † (circa 1051-después de 1071)
- Gregorio II † (1074-circa 1080 falleció)

Arzobispos de Bríndisi y Oria
- Godino, O.S.B. † (antes de 1085-1099 o 1100 falleció)
- Baldovino † (antes de agosto de 1100-circa 1100 falleció)
- Nicola † (circa 1101-circa 1105 falleció)
- Guglielmo I † (1105-circa 1118 falleció)
- Bailardo † (circa 1118/1122[nota 17]-circa 1143 o 1144 falleció)
- Lupo † (1144[nota 18]-1172 falleció)
- Guglielmo II † (antes de mayo 1173-después de 1179)
- Pietro di Bisignano[nota 19]† (hasta 1182[nota 20]-circa 1196 falleció)
- Gerardo † (antes del 18 de octubre de 1196-después de 1212)
- Pellegrino I † (diciembre[nota 21]de 1216-después del 24 de abril de 1222[nota 22])
  - Giovanni di Traetto † (1224) (obispo electo)[nota 23]
- Giovanni di San Liberatore, O.S.B. † (antes del 25 de septiembre de 1225-2 de octubre de 1226 falleció)
- Pietro Paparone † (antes de 1231[nota 24]-después de 1248)
- Pellegrino II † (23 de octubre de 1254-después de abril de 1286 falleció)
- Adenolfo † (23 de mayo 1288-1 de octubre de 1295 nombrado arzobispo de Conza)
- Andrea Pandone † (5 de febrero de 1296-5 de junio de 1304 nombrado arzobispo de Capua)
  - Rodolfo † (5 de junio de 1304-1305 renunció) (administrador apostólico)
- Bartolomeo † (22 de enero de 1306-1319 falleció)
- Bertrando † (18 diciembre de 1319-1333 falleció)
- Guglielmo Isnardi, O.F.M. † (6 diciembre de 1333-3 de marzo de 1344 nombrado arzobispo de Benevento)
- Guglielmo de Rosières, O.S.B. † (28 de febrero de 1344-7 de abril de 1346 nombrado obispo de Casino)
- Galhard de Carceribus † 19 de julio de 1346-1348 falleció)
- Giovanni della Porta † (30 de mayo 1348-18 de enero de 1353 nombrado arzobispo de Capua)
- Pietro Gisio, O.P. † (2 de noviembre de 1352-1378 falleció)
  - Gorello † (7 de febrero de 1379-1382) (antiobispo)
- Marino del Giudice † (circa 1379-antes del 4 de junio de 1380 nombrado arzobispo de Tarento)
- Riccardo de Rogeriis † (11 de junio de 1382-circa 1409 falleció)
- Vittore † (15 de septiembre de 1409-1411)
- Paolo Romano † (1411-1412 depuesto)
- Pandullo, O.S.B. † (28 de noviembre de 1412-1414 falleció)
- Aragonio Malaspina † (9 de febrero de 1415-23 de febrero de 1418 nombrado arzobispo de Otranto)
- Paolo Romano † (23 de febrero de 1418-aprile o diciembre de 1423 falleció) (por segunda vez)
- Pietro Gattula † (17 de mayo 1423-1437 falleció)
- Pietro Sambiasi, O.P. † (15 de abril de 1437-1452 falleció)
- Goffredo Caruso (19 diciembre de 1453-antes del 28 de julio de 1471 falleció)
  - Sede vacante (1471-1477)
- Francesco de Arenis † (14 de octubre de 1477-agosto de 1483 falleció)
- Roberto Piscicelli † (7 de abril de 1484-1513 falleció)
- Domingo Idiocáiz (Domenico Idiaches) † (8 de junio de 1513-25 de septiembre de 1518 falleció)
- Gian Pietro Carafa † (20 diciembre de 1518-8 de agosto de 1524 renunció, luego electo papa con el nombre de Paulo IV)
- Girolamo Aleandro † (8 de agosto de 1524-30 de enero de 1541 renunció)
- Francesco Aleandro † (30 de enero de 1541-3 de noviembre de 1560 falleció)
- Giovanni Carlo Bovio † (21 de junio de 1564-septiembre de 1570 falleció)
- Bernardino Figueroa † (26 de noviembre de 1571-noviembre de 1586 falleció)
  - Sede vacante (1586-1591)

Arzobispos de Bríndisi
- Andrés de Ayardis † (10 de mayo 1591-4 de septiembre de 1595 falleció)
- Juan Pedrosa, O.S.B. † (25 de mayo 1598-24 de enero de 1604 falleció)
- Giovanni Falces, O.S.H. † (4 de julio de 1605-15 de octubre de 1636 falleció)
- Francesco Sorgente, C.R. † (1 de marzo de 1638-9 de enero de 1640 nombrado arzobispo a título personal de Monopoli)
- Dionisio O'Driscol, O.F.M.Obs. † (5 de marzo de 1640-9 de agosto de 1650 falleció)
- Lorenzo Raynos † (19 de febrero de 1652-17 de marzo de 1656 falleció)
  - Diego de Prado, O. de M. † (junio de 1656-abril de 1658 falleció) (obispo electo)
- Francesco de Estrada † (28 de julio de 1659-23 de noviembre de 1671 falleció)
- Alfonso Álvarez Barba Ossorio, O.C.D. † (29 de mayo 1673-22 de junio de 1676 nombrado arzobispo de Salerno)
- Manuel de la Torre † (24 de mayo 1677-3 diciembre de 1679 falleció)
- Juan Torrecillas y Ruiz de Cárdenas † (17 de marzo de 1681-24 de junio de 1688 falleció)
- Francesco Ramírez, O.P. † (28 de febrero de 1689-26 de agosto de 1697 nombrado obispo de Agrigento)
- Agostino Arellano, O.S.A. † (15 de septiembre de 1698-11 de noviembre de 1699 falleció)
- Barnaba de Castro, O.S.A. † (15 diciembre de 1700-11 diciembre de 1707 falleció)
  - Sede vacante (1707-1715)
- Pablo VilanaPerlas † (16 diciembre de 1715-12 de mayo 1723 nombrado arzobispo de Salerno)
- Andrea Maddalena, C.R.M. † (27 de septiembre de 1724-11 de julio de 1743 falleció)
- Antonino Sersale † (9 de septiembre de 1743-16 de noviembre de 1750 nombrado arzobispo de Tarento)
- Giovanni Angelo Ciocchi del Monte † (1 de febrero de 1751-9 de febrero de 1759 renunció)
- Domenico Rovegno † (28 de mayo 1759-25 de octubre de 1763 falleció)
- Giuseppe de Rossi † (9 de abril de 1764-16 de febrero de 1778 falleció)
- Battista Rivellini † (14 diciembre de 1778-23 diciembre de 1795 falleció)
  - Sede vacante (1795-1798)
- Annibale de Leo † (29 de enero de 1798-13 de febrero de 1814 falleció)
  - Sede vacante (1814-1818)
- Antonio Barretta, C.R. † (26 de junio de 1818-7 de junio de 1819 renunció)
- Giuseppe Maria Tedeschi, O.P. † (17 diciembre de 1819-18 de marzo de 1825 falleció)
- Pietro Consiglio † (13 de marzo de 1826-23 de noviembre de 1839 falleció)
- Diego Planeta † (15 de julio de 1841-22 diciembre de 1849 renunció[nota 25])
- Giuseppe Rotondo † (20 de mayo 1850-17 diciembre de 1855 nombrado arzobispo de Tarento)
- Raffaele Ferrigno † (16 de junio de 1856-20 de abril de 1875 falleció)
- Luigi Maria Aguilar, B. † (17 de septiembre de 1875-21 de enero de 1892 falleció)
- Salvatore Palmieri † (16 de enero de 1893-7 de agosto de 1905 falleció)
- Luigi Morando, C.S.S. † (3 de enero de 1906-20 de agosto de 1909 falleció)
- Tommaso Valerio Valeri, O.F.M. † (22 de abril de 1910-14 de agosto de 1942 renunció[nota 26])
- Francesco de Filippis † (26 de noviembre de 1942-1 de septiembre de 1953 renunció[nota 27])
- Nicola Margiotta † (25 de septiembre de 1953-24 de mayo 1975 retirado)
- Settimio Todisco (24 de mayo 1975-30 de septiembre de 1986 nombrado arzobispo de Bríndisi-Ostuni)

### Sede de Bríndisi-Ostuni
- Settimio Todisco (30 de septiembre de 1986-5 de febrero de 2000 retirado)
- Rocco Talucci (5 de febrero de 2000-20 de octubre de 2012 retirado)
- Domenico Caliandro (20 de octubre de 2012-9 diciembre de 2022 retirado)
- Giovanni Intini, desde el 9 diciembre de 2022

### Para la sede de Bríndisi
- (en inglés) Diocese of Brindisi en Catholic Encyclopedia, Nueva York, Encyclopedia Press, 1913
- (en italiano) Ferdinando Ughelli, Italia sacra, vol. IX, segunda edición, Venecia, 1721, col. 3-46
- (en italiano) Vito Guerrieri, Chiesa metropolitana di Brindisi, en: Vincenzio d'Avino, Cenni storici sulle chiese arcivescovili, vescovili e prelatizie (nullius) del Regno delle Due Sicilie, Nápoles, 1848, pp. 93-127
- (en italiano) Giuseppe Cappelletti, Le Chiese d'Italia dalla loro origine sino ai nostri giorni, Venecia, 1870, vol. XXI, pp. 113-122
- (en italiano) Oronzo Giordano, L'introduzione del cristianesimo a Brindisi, en Brundisii res 2 (1970), pp. 85-100
- (en italiano) Tommaso Pedío, La Chiesa di Brindisi dai Longobardi ai Normanni, en Archivio storico pugliese, 29 (1976), pp. 3-47
- (en italiano) Giacomo Carito, Gli arcivescovi di Brindisi sino al 674, en Parola e storia, I, n. 2/ 2007, pp. 197-225
- (en italiano) Giacomo Carito, Gli arcivescovi di Brindisi dal VII al X secolo, en Parola e storia, II (2008), n. 2, pp. 289-308
- (en italiano) Giacomo Carito, Gli arcivescovi di Brindisi nell'XI secolo, en Parola e storia, III (2009), n. 1, pp. 57-78
- (en italiano) Giacomo Carito, Gli arcivescovi di Brindisi nel XII secolo, en Parola e storia, IV (2010), n. 1, pp. 51-89
- (en latín) Paul Fridolin Kehr, Italia Pontificia, vol. IX, Berlín, 1962, pp. 383-403
- (en alemán) Norbert Kamp, Kirche und Monarchie im staufischen Königreich Sizilien, vol 2, Prosopographische Grundlegung: Bistümer und Bischöfe des Königreichs 1194 - 1266; Apulien und Kalabrien, Múnich, 1975, pp. 662-680
- (en latín) Pius Bonifacius Gams, Series episcoporum Ecclesiae Catholicae, Graz, 1957, pp. 862-863
- (en latín) Konrad Eubel, Hierarchia Catholica Medii Aevi, vol. 1, p. 149; vol. 2, p. 111; vol. 3, pp. 141-142; vol. 4, pp. 122-123; vol. 5, pp. 128-129; vol. 6, pp. 132-133

### Para la sede de Ostuni
- (en inglés) La diócesis de Ostuni en Catholic Hierarchy
- (en italiano) Ferdinando Ughelli, Italia sacra, vol. IX, segunda edición, Venecia, 1721, col. 46-52
- (en italiano) Angelo Oronzo Tamburri, Chiesa vescovile di Ostuni, en: Vincenzio d'Avino, Cenni storici sulle chiese arcivescovili, vescovili e prelatizie (nullius) del Regno delle Due Sicilie, Nápoles, 1848, pp. 515-519
- (en italiano) Giuseppe Cappelletti, Le Chiese d'Italia dalla loro origine sino ai nostri giorni, Venecia, 1870, vol. XXI, pp. 123-127
- (en italiano) Ludovico Pepe, Memorie storico-diplomatiche della Chiesa vescovile di Ostuni, Valle de Pompeya, 1891
- (en latín) Paul Fridolin Kehr, Italia Pontificia, vol. IX, Berlín, 1962, pp. 404-405
- (en alemán) Norbert Kamp, Kirche und Monarchie im staufischen Königreich Sizilien, vol 2, Prosopographische Grundlegung: Bistümer und Bischöfe des Königreichs 1194 - 1266; Apulien und Kalabrien, Múnich, 1975, pp. 681-687
- (en latín) Pius Bonifacius Gams, Series episcoporum Ecclesiae Catholicae, Graz, 1957, p. 910
- (en latín) Konrad Eubel, Hierarchia Catholica Medii Aevi, vol. 1, p. 381; vol. 2, p. 208; vol. 3, p. 265; vol. 4, p. 267; vol. 5, p. 299; vol. 6, p. 321